# Павильон № 2 «Народное образование» на ВДНХ
Павильон «Народное образование» — второй павильон ВДНХ, построенный в 1951—1954 годах. Изначально носил название «Северный Кавказ», в 1959—1963 годы — «Наука», в 1964—1966 годах — «Космос».

## История
Павильон был построен по проекту архитектора С. Н. Полупанова в 1951—1954 годах под названием «Северный Кавказ». При этом, вопреки названию, в архитектурном облике здания отсутствуют какие-либо кавказские мотивы, и здание было спроектировано в стиле сталинского ампира с подражанием постройкам города-курорта Сочи. Позади него открылось кафе «Нива», выстроенное по типовому проекту архитектора Л. И. Мариновского. Павильон и кафе рассматривались как единое целое. Павильон в плане имеет форму буквы П, и главный фасад дополнен выходящей за пределы основного объёма колоннадой, образующей зал под открытым небом. Сверху здание увенчано аркадой. С задней стороны пристроен зимний сад, который в настоящее время не используется по назначению. Основной мотив декора здания — колосья и пятиконечные звёзды. По бокам от входа стоят две декоративные вазы, на которых изображены рабочие с разводными ключами и крестьянки с овощами. Возле боковых фасадов изначально располагались скульптуры «Чабан» и «Колхозница» (скульптор — А. И. Тенета), не сохранившиеся до наших дней.
Первая экспозиция, размещённая в павильоне, была посвящена достижениям народного хозяйства Ростовской, Каменской и Грозненской областей, Краснодарского и Ставропольского краёв, Дагестанской, Кабардинской и Северо-Осетинской АССР.
В 1959 году павильон был переименован в «Академия Наук СССР», и в экспозиции стали демонстрироваться новейшие достижения советской науки. В четырёх залах были представлены разработки в области вычислительной техники, микробиологии, физики, химии и освоения космоса. Раздел о космосе, в котором были представлены советские искусственные спутники Земли, модели космических ракет и другие разработки, сперва занимал один зал, а с 1962 года уже два. В мае 1964 года из павильона убрали все экспозиции, оставив только тематику космоса. Закономерно сменилось название — павильон стал называться «Космос». А в 1967 году он получил современное название «Народное образование». Экспозиция была разделена на три части: «Дошкольное образование», «Общеобразовательная школа» и «Средние специальные и высшие учебные заведения».
В 1977 году в здании павильона № 2 была открыта экспозиция Латвийской ССР, приуроченная к 60-летию Октябрьской революции и проводимой выставке «В стране единой».
В 1990-е—2000-е в павильоне № 2 располагались представительства Грузии, Музей СССР, Дом бабочек. После реконструкции 2014 года в нём размещена интерактивная выставка «Робостанция».